# Ӟ
Ӟ, ӟ (З с умлаутом) — буква расширенной кириллицы, 11-я буква удмуртского алфавита.

## Использование
В удмуртском языке обозначает звук [d͡ʑ]. Впервые появилась в алфавите 1897 года, положенном в основу современного.
Использовалась в башкирском алфавите Н. Ф. Катанова для обозначения звука [ð] (в современном алфавите — ҙ).
Также использовалась в алфавите коми К. М. Мошегова для обозначения звука [d͡ʑ] (в современном алфавите — диграф дз).